# 子爵ヴァルモン〜危険な関係〜
『子爵ヴァルモン〜危険な関係〜』（ししゃくヴァルモン〜きけんなかんけい〜、Le Vicomte de Valmont; Les Liaisons Dangereuses）は、さいとうちほによる日本の漫画作品。
ラクロの書簡体小説「危険な関係」を漫画化した作品で、『月刊フラワーズ』増刊『凛花』（小学館）にて2009年6月号増刊から2011年11月号まで連載された。単行本は全2巻。なお、時代設定がフランス革命直前に変更されている。

## 登場人物
トリスタン・ド・ヴァルモン
子爵。稀代のプレイボーイ。愛馬の名はイゾルデ。リベルタン（放蕩者）として「愛して 征服して 捨て去ること」をモットーに掲げている。
ハードルが高ければ高いほど燃える質で、身持ちの固いトゥールベル夫人を次のターゲットに据える。かつての愛人メルトイユ夫人から少女・セシルを誘惑して欲しいと頼まれるも、トゥールベル夫人を如何にして落とすかに集中していたため断る。しかし、トゥールベル夫人がセシルの母・ボランジュ夫人に忠告され、自分との関係を拒んでいることを知ると、ボランジュ夫人への復讐のためにメルトイユ夫人の計画に乗ることを決める。
なお、原作ではファーストネームがなく、トリスタンというリベルタンらしからぬファーストネームは、さいとうの創作によるものである。
イザベル・ド・メルトイユ
侯爵夫人。結婚後2年で夫を亡くした、若く美しい未亡人。ボランジュ夫人は従妹。
セシルの婚約者が、かつて自分を捨てたジェルクール将軍だと知り、その復讐のために、彼が処女で貞淑だと信じているセシルの純潔をヴァルモンに奪わせ、性の手ほどきを受けさせ、ジェルクールを失望させようと企てる。
セシル・ド・ボランジュ
修道院を出て社交界デビューしたばかりの清純な金髪の美少女。15歳。ダンスニーと互いに惹かれ合うも、自分には婚約者がいるからと諦めていたが、相手が自分よりずっと年上のジェルクール将軍だと知り、メルトイユ夫人に相談する。夫人の企てなど知らぬまま助言を受け入れ、ダンスニーとの純粋な愛を育んでいくが、手紙を交換していることを知った母親により引き裂かれ、夫人の提案でしばらくパリから離れ、郊外にあるローズモンド邸へ、ヴァルモンの元へと行くことになる。
ラファエル・ド・ダンスニー
マルタ騎士団の騎士。19歳。音楽家でもある。セシルに一目惚れし、メルトイユ夫人の推薦でセシルの音楽教師になる。
ジェルクール将軍
伯爵。セシルの婚約者。メルトイユ夫人曰く、修道院教育万能論と金髪貞淑論の信奉者。
ド・ボランジュ夫人
セシルの母親。トゥールベル夫人とは親友で、ヴァルモンの悪評を伝え、気を付けるよう忠告する。
マリアンヌ・ド・トゥールベル
法院長夫人。22歳。信仰が厚く道徳家として知られる。夫が留守の間、ローズモンド邸に滞在する。ヴァルモンの気持ちを固い意志で拒んでいたが、次第に揺れ動いていく。
ローズモンド夫人
ヴァルモンの叔母。広大な敷地を持つ資産家。

## 書誌情報
- さいとうちほ 『子爵ヴァルモン〜危険な関係〜』 小学館〈フラワーコミックスα〉 全2巻
  1. 2010年9月10日発売、ISBN 978-4-09-133320-9
  2. 2011年12月9日発売、ISBN 978-4-09-134117-4